# Список советских асов Великой Отечественной войны, одержавших 8—9 личных побед
Список советских асов Великой Отечественной войны, одержавших по 8 — 9 личных побед составлен на основании труда М. Ю. Быкова «Все Асы Сталина 1936—1953 гг.» (М., 2014). Данные по некоторым лётчикам откорректированы только в том случае, когда приведены обоснованные данные по иному количеству их побед. 
Серым цветом выделены лётчики, погибшие в бою, пропавшие без вести, не вернувшиеся из боевых вылетов (кроме попавших в плен и вернувшихся из него после окончания войны), погибшие в авиакатастрофах и по другим причинам во время войны.
| Фамилия, Имя, Отчество              | Победы личные | Победы в группе (при их наличии) | Количество боевых вылетов / воздушных боёв | Воинская часть                                                  | Самолёты, на которых воевал лётчик                 | Примечания |
| ----------------------------------- | ------------- | -------------------------------- | ------------------------------------------ | --------------------------------------------------------------- | -------------------------------------------------- | --- |
| Шишкин, Василий Иванович            | 9             | 17                               | 541/156                                    | 43 иап 581 иап 55 гиап                                          | Як-1                                               | |
| Кириллов, Дмитрий Александрович     | 9             | 15                               | 418/60                                     | 13 иап БФ 4 гиап БФ 14 гиап БФ                                  | И-16, Ла-5, Як-7, Як-9                             | |
| Кобылецкий, Иван Иванович           | 9             | 15                               | 485/94                                     | 43 иап 237 иап 54 гиап 53 гиап                                  | И-16, Як-1, Р-39 Аэрокобра                         | |
| Батурин, Александр Герасимович      | 9             | 13                               | 543/84                                     | 71 иап БФ 10 гиап БФ                                            | И-153, Ла-5                                        | |
| Берко, Александр Георгиевич         | 9             | 13                               | ок.200/-                                   | 20 иап 744 иап 240 иад 42 иап                                   | Як-1, Як-9                                         | Сбит в воздушном бою 6 сентября 1943 года, захвачен и зверски убит немецкими солдатами на месте приземления с парашютом. |
| Балашов, Владимир Андреевич         | 9             | 12                               | 219/-                                      | 402 иап                                                         | Як-1, Як-9, Як-3                                   | |
| Бенделиани, Чичико Кайсарович       | 9             | 12                               | 410/76                                     | 43 иап 237 иап 54 гиап                                          | И-16, Як-1                                         | 1 самолёт сбил тараном. Тяжело ранен в воздушном бою 20 июля 1944 года, посадил повреждённый самолёт и умер. |
| Батяев, Василий Сергеевич           | 9             | 11                               | 641/233                                    | 88 иап 53 гиап 54 гиап                                          | И-16, Як-1, Р-39 Аэрокобра                         | |
| Белый, Анатолий Романович           | 9             | 10                               | -/-                                        | 124 иап 573 иап ПВО 910 иап ПВО 439 иап                         | МиГ-3, Як-7, Як-9                                  | |
| Головков, Николай Матвеевич         | 9             | 10                               | -/-                                        | 233 иап 436 иап                                                 | И-16, Харрикейн, P-40 Киттихаук                    | Не вернулся из боевого вылета 6 января 1943 года. |
| Крупский, Виктор Иосифович          | 9             | 10                               | 330/32                                     | 147 иап 760 иап 20 гиап 257 сад                                 | И-153, Харрикейн, P-40 Киттихаук                   | |
| Прокопенко, Георгий Николаевич      | 9             | 10                               | св.215/ок.50                               | 155 иап 3 гиап                                                  | И-16, ЛаГГ-3, Ла-5                                 | Погиб в боевом вылете 14 июля 1944 года (в бою по ошибке сбит бортстрелком своего бомбардировщика). |
| Гультяев, Григорий Капитонович      | 9             | 9                                | ок.700/131                                 | 9 иап 445 иап ПВО 788 иап ПВО 907 иап ПВО                       | Як-1, Ла-5                                         | |
| Коробов, Виктор Фёдорович           | 9             | 8                                | 525/36                                     | 41 иап 34 иап ПВО                                               | МиГ-3, Як-1                                        | |
| Панов, Алексей Борисович            | 9             | 8                                | 241/41                                     | 185 иап 436 иап 67 гиап                                         | МиГ-3, Харрикейн, P-40 Киттихаук, P-39 Аэрокобра   | 1 самолёт сбил тараном. Погиб 12 сентября 1944 года при попытке вынужденной посадки повреждённого в бою самолёта. |
| Токарев, Георгий Денисович          | 9             | 8                                | 369/62                                     | 563 иап 895 иап 116 гиап                                        | Як-1, Як-3                                         | |
| Андрианов, Александр Григорьевич    | 9             | 7                                | -/-                                        | 123 иап 27 гиап                                                 | И-16, Як-1, Як-7, Як-9                             | |
| Базаров, Иван Фёдорович             | 9             | 7                                | св.400/св.80                               | 13 иап 247 иап                                                  | Як-1                                               | Сбит и погиб в воздушном бою 22 ноября 1943 года. |
| Кузнецов, Иннокентий Васильевич     | 9             | 7                                | 358/36                                     | 129 иап 180 иап 30 гиап                                         | МиГ-3, Харрикейн, Р-39 Аэрокобра                   | 1 самолёт сбил тараном. |
| Груздев, Константин Афанасьевич     | 9             | 6                                | 261/-                                      | 402 иап 416 иап Управление ВВС СФЗ                              | МиГ-3, Як-1, ЛаГГ-3                                | Погиб в авиакатастрофе 9 февраля 1943 года. |
| Добрынин, Александр Максимович      | 9             | 6                                | 472/64                                     | 66 иап                                                          | Як-1, Як-7, Р-39 Аэрокобра                         | |
| Немков, Василий Тихонович           | 9             | 6                                | 135/15                                     | 3 гиап БФ                                                       | Ла-5                                               | Погиб в авиакатастрофе 22 июля 1944 года. |
| Шикалов, Владимир Владимирович      | 9             | 6                                | 465/-                                      | 36 иап 57 гиап                                                  | И-16, Спитфайр, Р-39 Аэрокобра                     | |
| Щуров, Василий Николаевич           | 9             | 6                                | 303/63                                     | 159 иап                                                         | МиГ-3, P-40 Киттихаук                              | Сбит и погиб в воздушном бою 7 октября 1942 года. |
| Буянов, Виктор Николаевич           | 9             | 5                                | 309/64                                     | 146 иап 115 гиап 7 гиад                                         | МиГ-3, Як-1                                        | |
| Лимаренко, Василий Андреевич        | 9             | 5                                | 381/66                                     | 211 иап 237 иап 54 гиап                                         | Як-1, Р-39 Аэрокобра                               | |
| Собина, Василий Васильевич          | 9             | 5                                | 379/122                                    | 88 иап                                                          | И-16, ЛаГГ-3                                       | В воздушном бою 7 февраля 1944 года был тяжело ранен, но продолжил бой, сбил немецкий самолёт и затем посадил свой повреждённый самолёт, 8 февраля умер от ран в госпитале. |
| Шишкин, Иван Данилович              | 9             | 5                                | 184/-                                      | 183 иап 150 гиап                                                | Як-1, Як-7, Як-9, Як-3                             | |
| Агданцев, Александр Николаевич      | 9             | 4                                | св.100/-                                   | 183 иап 150 гиап                                                | Як-7, Як-9, Як-3                                   | 1 самолёт сбил тараном. |
| Бачило, Кирилл Кириллович           | 9             | 4                                | -/-                                        | 721 иап 19 иап 176 гиап                                         | ЛаГГ-3, Ла-5, Ла-7                                 | |
| Бренцес, Анатолий Иосифович         | 9             | 4                                | 260/67                                     | 431 иап 520 иап 56 гиап 518 иап 515 иап                         | Як-1, Як-9                                         | |
| Ватолкин, Лев Константинович        | 9             | 4                                | 300/-                                      | 9 иап ЧФ 8 иап ЧФ 11 гиап ЧФ 6 гиап ЧФ 9 иап БФ                 | Як-1, Р-39 Аэрокобра, Як-9                         | |
| Иванов, Степан Гаврилович           | 9             | 4                                | ок.500/ок.50                               | 152 иап 769 иап ПВО 910 иап ПВО 148 гиап ПВО 7 гиад             | И-153, Харрикейн, Як-7, Як-9                       | |
| Кожанов, Пётр Павлович              | 9             | 4                                | св.500/ок.70                               | 13 иап БФ 4 гиап БФ                                             | И-16, Ла-5                                         | Сбит и погиб в воздушном бою 22 апреля 1943 года. |
| Михайлов, Михаил Яковлевич          | 9             | 4                                | -/-                                        | 14 гиап                                                         | Як-1, Як-9                                         | |
| Некрасов, Михаил Павлович           | 9             | 4                                | 165/30                                     | 148 иап                                                         | И-153, МиГ-3, Як-1, Як-9                           | Погиб при несчастном случае на своём аэродроме 14 августа 1943 года. |
| Новиков, Егор Павлович              | 9             | 4                                | 60/-                                       | 191 иап                                                         | И-16                                               | Погиб в воздушном бою 17 сентября 1941 года, за несколько мгновений до гибели сбив немецкий самолёт. |
| Осипов, Михаил Михайлович           | 9             | 4                                | 223/45                                     | 8 иап 42 гиап                                                   | Як-1                                               | Сбит и погиб в воздушном бою 26 мая 1943 года. |
| Постнов, Алексей Алексеевич         | 9             | 4                                | 700/172                                    | 4 иап 88 иап 159 гиап                                           | И-16, ЛаГГ-3, Ла-5                                 | |
| Васильев, Георгий Александрович     | 9             | 3                                | -/-                                        | 512 иап 148 иап 11 сак                                          | Як-1, Як-9                                         | |
| Дорошин, Иван Иванович              | 9             | 3                                | св.400/-                                   | 72 сап СФ 78 иап СФ                                             | И-15бис, И-153, Харрикейн                          | Сбит в воздушном бою 23 июня 1943 года, посадил поврежденный самолёт на воду, но утонул до прибытия помощи. |
| Захарченко, Даниил Степанович       | 9             | 3                                | -/-                                        | 160 иап                                                         | ЛаГГ-3                                             | Сбит зенитным огнём и погиб 7 декабря 1941 года. |
| Киселёв, Валентин Сергеевич         | 9             | 3                                | 405/-                                      | 173 иап                                                         | ЛаГГ-3, Як-1, Як-7, Як-3                           | |
| Ковалёв, Николай Иванович           | 9             | 3                                | 370/82                                     | 348 иап 743 иап 822 иап ПВО 907 иап ПВО 495 иап ПВО 960 иап ПВО | И-153, ЛаГГ-3, Ла-5, Як-7, Як-9                    | |
| Михайлюк, Порфирий Афанасьевич      | 9             | 3                                | 272/72                                     | 87 иап 524 иап ВВС 7-й армии 10 иак 73 гиап                     | И-16, ЛаГГ-3, Як-1, Як-9                           | На советско-финской войне сбил 2 самолёта лично и 1 в группе. В Великой Отечественной войне также сбил 1 аэростат. |
| Мокрянский, Александр Андреевич     | 9             | 3                                | -/-                                        | 170 иап 166 иап 88 гиап                                         | ЛаГГ-3, Ла-5                                       | Не вернулся из боевого вылета 28 января 1944 года. |
| Нихамин, Давид Ефимович             | 9             | 3                                | 350/75                                     | 32 иап ЧФ 101 оиаэ 9 иап ЧФ 11 иап ЧФ 43 иап ЧФ                 | И-16, Як-1, ЛаГГ-3, Р-39 Аэрокобра                 | |
| Овсянников, Дмитрий Артемьевич      | 9             | 3                                | 179/-                                      | 183 иап 150 гиап                                                | Як-1, Як-7, Як-9, Як-3                             | |
| Орловский, Николай Николаевич       | 9             | 3                                | 134/-                                      | 187 иап 438 иап 212 гиап                                        | МиГ-3, Харрикейн, Як-7, Р-39 Аэрокобра             | Сбит в воздушном бою в январе 1944 года и попал в плен, в августе 1944 года освобождён, с марта 1945 года вновь воевал истребителем. |
| Смольников, Виктор Константинович   | 9             | 3                                | -/-                                        | 580 иап 402 иап                                                 | Як-1                                               | Не вернулся из боевого вылета 28 сентября 1942 года. |
| Степочкин, Константин Андреевич     | 9             | 3                                | 159/-                                      | 274 иап                                                         | Як-1, Як-9                                         | |
| Сударенков, Анатолий Васильевич     | 9             | 3                                | ок.350/-                                   | 193 иап 21 иап                                                  | ЛаГГ-3, Ла-5                                       | В августе 1944 года тяжело ранен в воздушном бою и списан с лётной работы. |
| Терёхин, Николай Васильевич         | 9             | 3                                | ок.250/-                                   | 161 иап 425 иап 10 иап 2 гиап                                   | И-16, МиГ-3, ЛаГГ-3, P-40 Киттихаук                | Не вернулся из боевого вылета 30 декабря 1942 года. |
| Цветков, Григорий Александрович     | 12            | 15                               | 404/-                                      | 84 "А" иап 16 гиап 104 гиап                                     | И-153, И-16, Р-39 Аэрокобра                        | Ушел из жизни в 2004 году. За годы войны летчик-истребитель Г.А. Цветков совершил 350 боевых вылетов, сбил 12 самолетов противника лично и 15 в группе. За мужество был награжден орденом Ленина, тремя орденами Красного Знамени, двадцатью медалями. В наградном листе отмечено, что он в повседневной работе – требовательный и энергичный командир, пользующийся деловым авторитетом среди подчиненных. Закончил Великую Отечественную войну в г. Кенигсберге заместителем командира 130-й авиационной дивизии. |
| Глушков, Николай Львович            | 9             | 2                                | 75/9                                       | 910 иап ПВО 148 гиап ПВО                                        | Як-9                                               | |
| Дмитриев, Арсений Алексеевич        | 9             | 2                                | -/-                                        | 15 иап                                                          | МиГ-3                                              | Также сбил 1 аэростат. Сбит и погиб в воздушном бою 13 ноября 1941 года. |
| Дмитриев, Николай Павлович          | 9             | 2                                | 415/75                                     | 129 иап 5 гиап                                                  | МиГ-3, ЛаГГ-3, Ла-5                                | |
| Елинов, Александр Павлович          | 9             | 2                                | -/-                                        | 427 иап 151 гиап                                                | Як-1, Як-9                                         | |
| Жуйков, Григорий Сергеевич          | 9             | 2                                | св.100/-                                   | 191 иап 9 иап 21 гиап 760 иап                                   | И-16, Р-39 Аэрокобра, Ла-5                         | На советско-финской войне сбил 2 самолёта лично. |
| Искрин, Николай Михайлович          | 9             | 2                                | 218/58                                     | 131 иап 55 иап 16 гиап                                          | МиГ-3, Р-39 Аэрокобра                              | Сбит в воздушном бою 16 мая 1943 года, при прыжке с парашютом искалечился (затем ампутирована нога) и был списан с лётной работы. |
| Каюк, Фёдор Семёнович               | 9             | 2                                | -/-                                        | 434 иап                                                         | Як-1, Як-7                                         | Сбит и погиб в воздушном бою 26 сентября 1942 года. |
| Кисляк, Николай Александрович       | 9             | 2                                | 302/50                                     | 9 иап ЧФ 32 иап ЧФ 11 гиап ЧФ                                   | И-16, Як-1, Р-39 Аэрокобра                         | |
| Коротков, Фёдор Иванович            | 9             | 2                                | -/-                                        | 427 иап                                                         | Як-1, Як-7, Як-9                                   | |
| Кошелев, Иван Тимофеевич            | 9             | 2                                | 92/-                                       | 937 иап 2 гиап                                                  | Ла-5, Ла-7                                         | |
| Кривушин, Александр Васильевич      | 9             | 2                                | ок.80/-                                    | 429 иап 875 иап 66 гиап                                         | Як-1, Як-7, Як-9, Як-3                             | |
| Кузьмин, Алексей Ефимович           | 9             | 2                                | -/-                                        | 515 иап                                                         | Як-1, Як-7, Як-9                                   | Не вернулся из боевого вылета 21 июля 1944 года. |
| Лешко, Дмитрий Константинович       | 9             | 2                                | 52/27                                      | 29 иап 731 иап ПВО 39 гиап                                      | И-16, P-40 Киттихаук, Р-39 Аэрокобра               | Погиб в авиакатастрофе 6 ноября 1943 года. |
| Москальчук, Василий Борисович       | 9             | 2                                | 279/-                                      | 249 иап 88 иап                                                  | И-16                                               | Погиб в авиакатастрофе 23 июля 1942 года. |
| Нестеренко, Алексей Маркович        | 9             | 2                                | -/-                                        | 171 иап                                                         | МиГ-3, Ла-5                                        | Также сбил в паре 1 аэростат. Сбит зенитным огнём и погиб 26 августа 1944 года. |
| Петрухин, Пётр Семёнович            | 9             | 2                                | 153/27                                     | 774 иап                                                         | Як-1, Як-7, Як-9                                   | |
| Плавский, Владимир Антонович        | 9             | 2                                | -/-                                        | 191 иап 127 иап                                                 | И-16                                               | Сбит в воздушном бою и погиб 22 марта 1942 года. |
| Рябинин, Николай Александрович      | 9             | 2                                | 225/-                                      | 805 иап                                                         | ЛаГГ-3, Ла-5                                       | |
| Селиверстов, Кузьма Егорович        | 9             | 2                                | св.200/-                                   | 55 иап                                                          | МиГ-3                                              | Сбит в воздушном бою и погиб 16 октября 1941 года. |
| Семенцов, Даниил Фёдорович          | 9             | 2                                | 152/41                                     | 15 иап 293 иап                                                  | ЛаГГ-3, Ла-5, Як-1, Як-9                           | |
| Тетерин, Леонид Владимирович        | 9             | 2                                | -/-                                        | 55 иап 16 гиап                                                  | МиГ-3, И-16, Р-39 Аэрокобра                        | Погиб в авиакатастрофе 17 мая 1944 года. |
| Хвостов, Василий Тимофеевич         | 9             | 2                                | 179/41                                     | 427 иап 151 гиап                                                | Як-1, Як-9                                         | |
| Чулков, Иван Денисович              | 9             | 2                                | 201/-                                      | 41 иап                                                          | МиГ-3                                              | Не вернулся из боевого вылета 2 февраля 1942 года. |
| Шаройко, Иван Андреевич             | 9             | 2                                | ок.140/-                                   | 163 иап                                                         | Як-1                                               | Не вернулся из боевого вылета 27 августа 1942 года. |
| Шкворунец, Григорий Матвеевич       | 9             | 2                                | 137/33                                     | 4 иап                                                           | Як-7, Як-1, Як-9                                   | |
| Архиреев, Олег Владимирович         | 9             | 1                                | -/-                                        | 29 гиап                                                         | Як-7, Як-9                                         | |
| Бабаев, Александр Иванович          | 9             | 1                                | 260/48                                     | 196 иап                                                         | P-40 Киттихаук, Р-39 Аэрокобра, Як-1               | |
| Балакин, Владимир Николаевич        | 9             | 1                                | 180/50                                     | 164 иап                                                         | ЛаГГ-3, Ла-5                                       | Погиб при попытке посадки повреждённого в бою самолёта 27 августа 1943 года. |
| Банников, Иван Григорьевич          | 9             | 1                                | 149/16                                     | 15 иап                                                          | Як-1, Як-3                                         | |
| Баринов, Владимир Васильевич        | 9             | 1                                | -/-                                        | 191 иап                                                         | P-40 Киттихаук, Ла-5                               | |
| Бойкачев, Павел Давыдович           | 9             | 1                                | 104/32                                     | 146 иап 115 гиап                                                | Як-7, Як-9, Як-3                                   | |
| Боровой, Иван Петрович              | 9             | 1                                | 418/-                                      | 6 иап 273 иап 31 гиап                                           | Як-1, Як-9                                         | |
| Бычков, Василий Александрович       | 9             | 1                                | 122/-                                      | 774 иап 176 иап                                                 | Як-7, Як-9, Як-3                                   | |
| Гуменный, Илья Степанович           | 9             | 1                                | 273/-                                      | 976 иап                                                         | Як-7, Як-9                                         | |
| Евтодиенко, Владимир Владимирович   | 9             | 1                                | -/-                                        | 164 иап                                                         | ЛаГГ-3, Ла-5                                       | Сбит и погиб в воздушном бою 11 августа 1943 года. |
| Егоров, Иван Алексеевич             | 9             | 1                                | -/-                                        | 92 иап                                                          | Ла-5, Ла-7                                         | |
| Журин Борис Владимирович            | 9             | 1                                | ок.250/-                                   | 129 иап 5 гиап                                                  | МиГ-3, И-153, ЛаГГ-3                               | Сбит и погиб в воздушном бою 9 августа 1942 года. |
| Исаков, Василий Александрович       | 9             | 1                                | 228/-                                      | 149 иап                                                         | Як-7, Як-9                                         | |
| Кильдюшев, Иван Гаврилович          | 9             | 1                                | -/-                                        | 5 гиап                                                          | ЛаГГ-3, Ла-5                                       | 1 самолёт сбил тараном. Сбит зенитным огнём 15 мая 1943 года. |
| Киселёв, Николай Фёдорович          | 9             | 1                                | 126/25                                     | 907 иап ПВО 785 иап ПВО                                         | Ла-5                                               | |
| Коваленко, Николай Григорьевич      | 9             | 1                                | -/-                                        | 166 иап 88 гиап                                                 | ЛаГГ-3, Ла-5                                       | Не вернулся из боевого вылета 6 сентября 1943 года. |
| Корнев, Иван Ильич                  | 9             | 1                                | св.160/св.50                               | 494 иап 249 иап                                                 | Як-1, ЛаГГ-3                                       | Сбит и погиб в воздушном бою 25 июля 1943 года. |
| Косенко Иван Тихонович              | 9             | 1                                | 219/-                                      | 43 иап                                                          | Як-7, Як-9                                         | |
| Кукуруза, Борис Артемьевич          | 9             | 1                                | 457/-                                      | 40 гиап 41 гиап                                                 | Ла-5, Ла-7                                         | |
| Куликов, Евгений Матвеевич          | 9             | 1                                | св.300/-                                   | 4 гиап БФ                                                       | И-16, Ла-5, Ла-7                                   | |
| Назаренко, Александр Александрович  | 9             | 1                                | -/-                                        | 482 иап                                                         | Ла-5                                               | Не вернулся из боевого вылета 20 февраля 1945 года. |
| Никишин, Алексей Иванович           | 9             | 1                                | 413/-                                      | 146 иап 43 иап 812 иап 402 иап                                  | МиГ-3, Як-1, Як-7, Як-9, Як-3                      | |
| Овечкин, Геннадий Георгиевич        | 9             | 1                                | ок.100/-                                   | 14 гиап                                                         | Як-1, Як-9                                         | Сбит и погиб в воздушном бою 16 июля 1944 года. |
| Пищелко, Валерий Семёнович          | 9             | 1                                | -/-                                        | 127 иап 297 иап 179 гиап                                        | Як-7, Ла-5, Ла-7                                   | Не вернулся из боевого вылета 28 декабря 1942 года. |
| Полищук, Степан Данилович           | 9             | 1                                | -/-                                        | 247 иап 182 иап ПВО                                             | ЛаГГ-3, Як-1                                       | |
| Порада, Григорий Семёнович          | 9             | 1                                | св.200/-                                   | 148 иап                                                         | Як-9                                               | |
| Раенко, Николай Фёдорович           | 9             | 1                                | ок.200/-                                   | 8 иап 42 гиап                                                   | Як-1, Як-9                                         | Сбит зенитной артиллерией и погиб 18 февраля 1945 года. |
| Рыбаков, Фёдор Андреевич            | 9             | 1                                | -/-                                        | 438 иап 212 гиап                                                | Як-1, Р-39 Аэрокобра                               | |
| Сафронов, Константин Максимович     | 9             | 1                                | 98/35                                      | 4 иап 148 иап                                                   | Як-7, Як-1, Як-9                                   | Сбит зенитной артиллерией и погиб 27 октября 1944 года. |
| Семёнов, Василий Георгиевич         | 9             | 1                                | 228/-                                      | 721 иап                                                         | Ла-5, Ла-7                                         | 1 самолёт сбил тараном. |
| Соловьёв, Василий Иванович          | 9             | 1                                | 115/20                                     | 832 иап                                                         | Як-1, Як-7, Як-9                                   | В воздушном бою 16 мая 1944 года был сбит, покинул горящий самолёт, но разбился из-за перегоревших строп парашюта. |
| Суриков, Фёдор Христофорович        | 9             | 1                                | 487/39                                     | 33 иап 3 гиап 181 гиап                                          | ЛаГГ-3, Ла-5, Ла-7                                 | |
| Табаченко, Пётр Петрович            | 9             | 1                                | св.150/-                                   | 16 гиап                                                         | Р-39 Аэрокобра                                     | |
| Труфанов, Алексей Григорьевич       | 9             | 1                                | 265/-                                      | 45 иап 100 гиап                                                 | Як-1, P-40 Киттихаук, Р-39 Аэрокобра               | |
| Устинов, Михаил Астафьевич          | 9             | 1                                | 366/-                                      | 4 иап 170 иап 164 иап                                           | МиГ-3, ЛаГГ-3, Ла-5                                | |
| Федорин, Антон Ильич                | 9             | 1                                | 171/-                                      | 4 гиап БФ                                                       | И-16, Ла-5, Ла-7                                   | |
| Харламов, Михаил Иванович           | 9             | 1                                | 155/-                                      | 255 иап СФ                                                      | ЛаГГ-3, Як-1, Р-39 Аэрокобра                       | Сбит и погиб в воздушном бою 13 октября 1943 года. |
| Чистяков, Виктор Матвеевич          | 9             | 1                                | ок.200/-                                   | 519 иап                                                         | Як-1, Як-7, Як-9                                   | |
| Чмиль, Иван Устинович               | 9             | 1                                | 103/-                                      | 146 иап 115 гиап                                                | Як-7, Як-9, Як-3                                   | |
| Чучвага, Иван Иванович              | 9             | 1                                | 196/74                                     | 651 иап ПВО 866 иап                                             | И-153, Як-1                                        | Сбит и погиб в воздушном бою 12 марта 1943 года. |
| Шамонов, Степан Георгиевич          | 9             | 1                                | 222/32                                     | 866 иап                                                         | Як-1, Як-7, Як-9, Як-3                             | |
| Юмкин, Александр Иванович           | 9             | 1                                | 262/33                                     | 187 иап 236 иап 112 гиап 111 гиап                               | МиГ-3, Як-1, Ла-5, Ла-7                            | |
| Абрамов, Никифор Семёнович          | 9             |                                  | 194/св.40                                  | 193 иап 177 гиап                                                | Ла-5, Ла-7                                         | |
| Анацкий, Андрей Иванович            | 9             |                                  | -/-                                        | 91 иап                                                          | Як-9                                               | Погиб в авиакатастрофе 10 августа 1943 года. |
| Артамонов, Иван Павлович            | 9             |                                  | 146/30                                     | 191 иап 523 иап                                                 | P-40 Киттихаук, Ла-5, Ла-7                         | В 1941—1942 годах воевал стрелком-радистом лёгкого бомбардировщика Су-2, выполнил 20 боевых вылетов. В октябре 1944 года за уголовное преступление разжалован в рядовые и направлен в штрафную роту, за отвагу в боях освобождён, восстановлен в звании и возвращён в истребительную авиацию. |
| Асташкевич, Пётр Наумович           | 9             |                                  | 233/41                                     | 513 иап 122 иап                                                 | Як-1, Як-7, Як-9                                   | |
| Беликов, Константин Васильевич      | 9             |                                  | -/-                                        | 515 иап 296 иап 9 гиап                                          | Як-1, Р-39 Аэрокобра, Ла-7                         | |
| Белоус, Василий Иванович            | 9             |                                  | -/-                                        | 21 гиап                                                         | Р-39 Аэрокобра                                     | Погиб в авиакатастрофе 6 января 1945 года. |
| Берестовский, Андрей Фёдорович      | 9             |                                  | 413/88                                     | 9 иап ЧФ и БФ                                                   | И-15бис, И-153, Як-1, ЛаГГ-3, Як-9                 | |
| Богомазов, Григорий Иванович        | 9             |                                  | 450/50                                     | 16 иап ПВО 158 иап ПВО                                          | P-40 Киттихаук                                     | |
| Бомко, Афанасий Карпович            | 9             |                                  | 238/28                                     | 721 иап                                                         | ЛаГГ-3, Ла-5, Ла-7                                 | Сбит в августе 1942 года, скрывался у местных жителей, в марте 1943 года перешёл линию фронта, после проверки продолжил воевать истребителем. |
| Быков, Михаил Дмитриевич            | 9             |                                  | -/-                                        | 266 иап ПВО                                                     | И-16, Харрикейн, Р-39 Аэрокобра                    | Погиб в боевом вылете 22 марта 1944 года. |
| Варлыгин, Константин Владимирович   | 9             |                                  | 112/-                                      | 402 иап                                                         | Як-1, Як-9                                         | Сбит и погиб в воздушном бою 13 апреля 1944 года. |
| Вдовенко, Александр Иванович        | 9             |                                  | 123/-                                      | 146 иап 115 гиап                                                | Як-7, Як-9, Як-3                                   | |
| Ветров, Николай Иванович            | 9             |                                  | 243/76                                     | 236 иап 112 гиап                                                | Як-1, Як-3                                         | |
| Власов, Александр Филатович         | 9             |                                  | 185/-                                      | 255 иап СФ                                                      | ЛаГГ-3, Як-1, Р-39 Аэрокобра                       | |
| Волков, Сергей Михайлович           | 9             |                                  | -/-                                        | 976 иап                                                         | Як-7, Як-9                                         | |
| Ворончук, Алексей Андреевич         | 9             |                                  | -/-                                        | 5 гиап                                                          | Ла-5                                               | Сбит в июне 1944 года и попал в плен, освобождён в мае 1945 года. |
| Герасименко, Николай Петрович       | 9             |                                  | 274/26                                     | 239 иап 181 гиап                                                | Ла-5, Ла-7                                         | |
| Гинзбург, Аркадий Самуилович        | 9             |                                  | 156/24                                     | 239 иап 181 гиап                                                | Ла-5, Ла-7                                         | |
| Глубшев, Николай Алексеевич         | 9             |                                  | -/-                                        | 67 гиап 352 иап 30 гиап                                         | Р-39 Аэрокобра                                     | |
| Головач, Юрий Кузьмич               | 9             |                                  | св.200/-                                   | 158 иап                                                         | И-16, P-40 Киттихаук                               | Сбит и погиб в воздушном бою 3 сентября 1942 года. |
| Гольман, Лев Павлович               | 9             |                                  | 185/-                                      | 63 гиап                                                         | Ла-5, Ла-7                                         | |
| Григорьев, Александр Григорьевич    | 9             |                                  | 216/-                                      | 790 иап 159 гиап                                                | ЛаГГ-3, Ла-5                                       | 2 самолёта сбил таранами. При втором из них, 20 июля 1944 года, покинул повреждённый самолёт с парашютом и попал в плен, освобождён в мае 1945 года. |
| Данилов, Дмитрий Фёдорович          | 9             |                                  | 134/-                                      | 161 иап                                                         | Ла-5                                               | Погиб в авиакатастрофе 28 сентября 1944 года. |
| Демин, Леонид Никитович             | 9             |                                  | 77/-                                       | 176 иап                                                         | Як-1, Як-7, Як-9, Як-3                             | |
| Дудинов, Александр Игнатьевич       | 9             |                                  | 91/-                                       | 274 иап                                                         | Як-7, Як-1, Як-9                                   | |
| Дыдыгин, Михаил Илларионович        | 9             |                                  | 127/-                                      | 43 иап                                                          | Як-9                                               | |
| Ермохин, Валентин Григорьевич       | 9             |                                  | 146/-                                      | 402 иап                                                         | Як-1, Як-9                                         | В 1943—1944 годах воевал на ночном бомбардировщике У-2, выполнил 136 боевых вылетов. |
| Жиряков, Николай Иванович           | 9             |                                  | -/-                                        | 164 иап                                                         | Ла-5                                               | Погиб в боевом вылете 12 октября 1943 года. |
| Завадский, Михаил Петрович          | 9             |                                  | 127/26                                     | 171 иап                                                         | Ла-5, Ла-7                                         | |
| Заварухин, Павел Филиппович         | 9             |                                  | 202/-                                      | 744 иап 72 гиап                                                 | Як-1, Як-9, Р-39 Аэрокобра                         | 1 самолёт сбил тараном. |
| Завражин, Николай Емельянович       | 9             |                                  | св.30/-                                    | 427 иап 151 гиап                                                | Ла-5                                               | Сбит и погиб в воздушном бою 10 октября 1943 года. |
| Зотов, Владимир Григорьевич         | 9             |                                  | -/-                                        | 875 иап 66 гиап                                                 | Як-7, Як-9, Як-3                                   | |
| Зуев, Гавриил Прокофьевич           | 9             |                                  | 176/-                                      | 427 иап 18 гиап 139 гиап                                        | Як-1, Як-9, Як-3                                   | |
| Зыков, Михаил Павлович              | 9             |                                  | -/-                                        | 65 гиап                                                         | Як-1, Як-9                                         | Сбит и погиб в воздушном бою 15 сентября 1944 года. |
| Иванов, Александр Владимирович      | 9             |                                  | 238/-                                      | 291 иап                                                         | Як-1, Як-9                                         | |
| Иванов, Евгений Михайлович          | 9             |                                  | -/-                                        | 92 иап 929 иап 9 гиап 73 гиап                                   | Як-1, Як-7, Як-9                                   | Сбит и погиб в воздушном бою 24 апреля 1944 года. |
| Ишоев, Михаил Георгиевич            | 9             |                                  | 272/39                                     | 267 иап                                                         | ЛаГГ-3, Як-1, Як-9                                 | |
| Казаков, Василий Григорьевич        | 9             |                                  | св.100/-                                   | 269 иап                                                         | Як-9                                               | В Корейской войне сбил 3 самолёта ВВС США. |
| Калмыков, Алексей Васильевич        | 9             |                                  | 174/35                                     | 13 иап 111 гиап                                                 | Ла-5, Ла-7                                         | |
| Киреев, Никифор Яковлевич           | 9             |                                  | 308/65                                     | 16 иап 9 гиап                                                   | МиГ-3, ЛаГГ-3, Р-39 Аэрокобра, Ла-7                | |
| Козин, Григорий Семёнович           | 9             |                                  | 191/31                                     | 91 иап                                                          | Як-9, Як-3                                         | |
| Корнев, Виктор Иванович             | 9             |                                  | 409/42                                     | 267 иап                                                         | И-153, ЛаГГ-3, Як-1, Як-9                          | |
| Кравцов, Василий Васильевич         | 9             |                                  | -/-                                        | 131 иап 40 гиап                                                 | ЛаГГ-3, Ла-5                                       | Умер в госпитале 4 ноября 1943 года от ран, полученных накануне при налёте немецкой авиации. |
| Красавин, Леонид Фёдорович          | 9             |                                  | ок.50/-                                    | 875 иап 66 гиап                                                 | Як-7, Як-9                                         | Сбит и погиб в воздушном бою 8 августа 1943 года. |
| Красноокий, Михаил Данилович        | 9             |                                  | 94/12                                      | 32 иап                                                          | Як-9, Як-3                                         | |
| Кружалин, Иван Терентьевич          | 9             |                                  | -/-                                        | 402 иап                                                         | Як-1, Як-9, Як-3                                   | Погиб в авиакатастрофе 27 ноября 1944 года. |
| Курзенков, Сергей Георгиевич        | 9             |                                  | 209/20                                     | 72 сап СФ 78 иап СФ 2 гиап СФ                                   | Харрикейн                                          | Также ошибочно сбил 1 советский самолёт. 28 февраля 1943 года сбит по ошибке советским зенитным огнём, из-за повреждения парашюта упал с большой высоты и получил тяжелые травмы, после госпиталя списан с лётной работы. |
| Лавриненко, Афанасий Кондратьевич   | 9             |                                  | -/-                                        | 69 гиап                                                         | Р-39 Аэрокобра                                     | Не вернулся из боевого вылета 5 сентября 1944 года. |
| Листофоров, Василий Петрович        | 9             |                                  | -/-                                        | 176 иап                                                         | Як-1, Як-3                                         | Не вернулся из боевого вылета 13 марта 1945 года. |
| Лопатин, Николай Васильевич         | 9             |                                  | 97/-                                       | 812 иап                                                         | Як-1, Як-9                                         | Сбит и погиб в воздушном бою 23 марта 1945 года. |
| Люльчак Алексей Иустинович          | 9             |                                  | -/-                                        | 273 иап 31 гиап 866 иап                                         | Як-1, Як-7                                         | Не вернулся из боевого вылета 17 августа 1943 года. |
| Манычкин, Андрей Васильевич         | 9             |                                  | 376/77                                     | 975 иап 117 гиап                                                | И-153, И-16, Як-1, Як-9                            | |
| Мартынов, Николай Афанасьевич       | 9             |                                  | -/-                                        | 827 иап ПВО 144 иап ПВО                                         | Як-7, Як-9, Р-39 Аэрокобра                         | |
| Медведев, Иван Герасимович          | 9             |                                  | -/-                                        | 437 иап 113 гиап                                                | Ла-5, Ла-7                                         | |
| Мельников, Сергей Григорьевич       | 9             |                                  | 279/40                                     | 247 иап 156 гиап                                                | Як-1, Як-7, Як-9                                   | |
| Мещеряков, Вениамин Иванович        | 9             |                                  | -/-                                        | 519 иап                                                         | Як-1, Як-7, Як-9                                   | |
| Моисеев, Иван Фёдорович             | 9             |                                  | 103/26                                     | 265 иап                                                         | Як-9                                               | |
| Некрасов, Виктор Алексеевич         | 9             |                                  | 247/-                                      | 627 иап 172 иап                                                 | И-16, Як-1, Як-9, Як-3                             | |
| Новожилов, Павел Петрович           | 9             |                                  | 126/-                                      | 148 иап                                                         | Як-9                                               | |
| Петров, Иван Тихонович              | 9             |                                  | -/-                                        | 788 иап ПВО 84 гиап ПВО                                         | Як-1, Як-7, Як-9                                   | Сбит и погиб в воздушном бою 22 марта 1944 года. |
| Пироженко, Виктор Матвеевич         | 9             |                                  | -/-                                        | 248 иап                                                         | Як-7, Як-9                                         | |
| Пискунов, Иван Владимирович         | 9             |                                  | 212/33                                     | 485 иап 72 гиап                                                 | Харрикейн, Як-7, Р-39 Аэрокобра                    | Также в паре сбил 1 аэростат. |
| Потрясов, Константин Иванович       | 9             |                                  | 78/-                                       | 53 иап                                                          | Як-9                                               | 1 самолёт сбил тараном. Не вернулся из боевого вылета 16 апреля 1945 года. |
| Пухов, Григорий Дмитриевич          | 9             |                                  | -/-                                        | 9 гиап                                                          | Як-1, Р-39 Аэрокобра, Ла-7                         | |
| Рабинов, Алексей Алексеевич         | 9             |                                  | 233/44                                     | 866 иап                                                         | Як-1, Як-7, Як-9, Як-3                             | |
| Рожников, Михаил Васильевич         | 9             |                                  | 182/-                                      | 191 иап                                                         | P-40 Киттихаук, Ла-5                               | |
| Романов, Иван Фёдорович             | 9             |                                  | -/-                                        | 169 иап                                                         | Ла-5                                               | |
| Рыбкин, Иван Маркович               | 9             |                                  | -/-                                        | 10 иап 69 гиап 22 гиад                                          | P-40 Киттихаук, Р-39 Аэрокобра                     | |
| Рязанов, Иван Яковлевич             | 9             |                                  | 286/32                                     | 191 иап 159 иап                                                 | P-40 Киттихаук, Ла-5                               | Также сбил в паре 1 аэростат. |
| Савченко, Василий Петрович          | 9             |                                  | 72/-                                       | 183 иап 150 гиап                                                | Як-1, Як-7, Як-9, Як-3                             | |
| Севастьянов, Николай Николаевич     | 9             |                                  | ок.100/-                                   | 728 иап                                                         | Як-7, Як-9                                         | |
| Сидоровский, Андрей Назарович       | 9             |                                  | 116/28                                     | 116 иап                                                         | Ла-5, Ла-7                                         | Погиб при вынужденной посадке после повреждения самолёта в воздушном бою 19 марта 1945 года. |
| Скляренко, Николай Дмитриевич       | 9             |                                  | 272/19                                     | 147 иап 760 иап 195 иап 56 гиап                                 | И-153, Харрикейн, Як-7, Як-1, Як-3                 | |
| Скрипниченко, Стефан Митрофанович   | 9             |                                  | 239/22                                     | 239 иап 181 гиап                                                | Ла-5                                               | |
| Смирнов, Алексей Иванович           | 9             |                                  | -/-                                        | 402 иап 21 гиап                                                 | МиГ-3, Як-1, ЛаГГ-3, Р-39 Аэрокобра                | Погиб в боевом вылете 17 января 1944 года. |
| Степин, Георгий Ильич               | 9             |                                  | -/-                                        | 176 иап                                                         | Як-1, Як-7, Як-3                                   | |
| Сухомлинов, Иосиф Михайлович        | 9             |                                  | -/-                                        | 937 иап                                                         | Ла-5, Ла-7                                         | |
| Тараканов, Михаил Фёдорович         | 9             |                                  | 268/-                                      | 69 иап 9 гиап 19 иап 176 гиап                                   | И-16, ЛаГГ-3, Ла-5, Ла-7                           | |
| Тимонин, Николай Петрович           | 9             |                                  | 175/30                                     | 193 иап 177 гиап                                                | Ла-5, Ла-7                                         | |
| Тимонов, Николай Архипович          | 9             |                                  | ок.100/св.20                               | 728 иап                                                         | Як-7, Як-9                                         | В боевом вылете 2 августа 1944 года самолёт был подбит зенитной артиллерией, погиб при попытке посадить его на своём аэродроме. |
| Титов, Николай Тихонович            | 9             |                                  | св.125/ок.30                               | 159 иап                                                         | МиГ-3, Ла-5                                        | В сентябре 1944 года уволен из авиации после двух тяжелых ранений. |
| Трубников, Павел Иванович           | 9             |                                  | -/-                                        | 519 иап                                                         | Як-1, Як-7                                         | Не вернулся из боевого вылета 9 января 1944 года. |
| Удовицкий, Яков Фёдорович           | 9             |                                  | 318/-                                      | 627 иап 20 иап 139 гиап                                         | И-16, Як-1, Як-7, Як-9                             | |
| Урсул, Сергей Григорьевич           | 9             |                                  | 115/28                                     | 248 иап 157 иап                                                 | Як-1, Як-7, Як-9, Як-3                             | |
| Усов, Виктор Михайлович             | 9             |                                  | 330/-                                      | 270 иап 152 гиап                                                | Як-1, Як-7, Як-9                                   | |
| Чертов, Сергей Иванович             | 9             |                                  | 264/42                                     | 6 иап 18 гиап 523 иап 113 гиап                                  | И-16, Як-7, ЛаГГ-3, Ла-5, Ла-7                     | |
| Шапочкин, Алексей Иванович          | 9             |                                  | 346/-                                      | 25 иап ЧФ                                                       | ЛаГГ-3, Як-9                                       | |
| Швечков, Виктор Михайлович          | 9             |                                  | 179/-                                      | 20 иап СФ                                                       | Як-1, Як-7, Як-9                                   | |
| Широков, Виктор Павлович            | 9             |                                  | 115/27                                     | 116 иап                                                         | Ла-5, Ла-7                                         | |
| Шматко, Иван Леонтьевич             | 9             |                                  | -/-                                        | 45 иап                                                          | Як-1, Р-39 Аэрокобра                               | Погиб в воздушном бою 22 марта 1943 года при таране немецкого самолёта. |
| Шпынов, Александр Григорьевич       | 9             |                                  | ок.200/-                                   | 240 иап 178 гиап                                                | Ла-5                                               | |
| Белясник, Пётр Никифорович          | 8             | 21                               | 423/78                                     | 126 иап                                                         | МиГ-3, P-40 Киттихаук                              | |
| Фомченков, Константин Фёдорович     | 8             | 18                               | 351/37                                     | 152 иап 145 иап 19 гиап                                         | ЛаГГ-3, Р-39 Аэрокобра                             | Сбит и погиб в воздушном бою 24 февраля 1944 года, за мгновения до гибели сбив вражеский самолёт. |
| Ерёмин, Борис Николаевич            | 8             | 15                               | 342/70                                     | 296 иап 9 гиап 273 иап 31 гиап 6 гиад                           | И-16, Як-1, Як-7                                   | |
| Дмитрюк, Григорий Федосеевич        | 8             | 14                               | 206/37                                     | 19 гиап                                                         | P-40 Киттихаук, Р-39 Аэрокобра                     | В Корейской войне сбил лично 5 самолётов ВВС США. |
| Цоколаев, Геннадий Дмитриевич       | 8             | 14                               | 510/-                                      | 13 иап БФ 3 гиап БФ                                             | И-16, Ла-5                                         | Летом 1943 года тяжело ранен и списан с лётной работы. |
| Гайдуков, Александр Васильевич      | 8             | 13                               | 69/12                                      | 517 иап 508 иап                                                 | Як-7, Р-39 Аэрокобра                               | Тяжело ранен в воздушном бою 29 октября 1943 года, умер в госпитале 6 ноября. |
| Чернецов, Евгений Иванович          | 8             | 13                               | ок.300/-                                   | 43 иап 154 иап                                                  | И-153, P-40 Киттихаук                              | Погиб в авиакатастрофе 26 сентября 1942 года. |
| Приказчиков, Алексей Лукич          | 8             | 12                               | ок.300/ок.55                               | 8 иап 42 гиап                                                   | И-16, Як-1                                         | Сбит и погиб в воздушном бою 25 сентября 1943 года. |
| Беляев, Владимир Григорьевич        | 8             | 11                               | -/-                                        | 486 иап                                                         | ЛаГГ-3, Ла-5                                       | Сбит и погиб в воздушном бою 22 августа 1943 года. |
| Гнеев, Василий Иванович             | 8             | 11                               | -/-                                        | 19 иап 192 иап 127 иап 154 иап 29 гиап                          | И-16, И-153, P-40 Киттихаук, Як-7                  | Не вернулся из боевого вылета 23 марта 1943 года. |
| Карначёнок, Николай Александрович   | 8             | 11                               | ок.360/-                                   | 521 иап 434 иап                                                 | Як-1, Як-7                                         | Погиб в воздушном бою 22 сентября 1942 года, столкнувшись с своим самолётом. |
| Самохвалов, Николай Степанович      | 8             | 11                               | 418/56                                     | 126 иап ПВО                                                     | МиГ-3, P-40 Киттихаук                              | Погиб в авиакатастрофе 14 августа 1944 года. |
| Жуковский, Сергей Яковлевич         | 8             | 10                               | св.500/-                                   | 127 иап 440 иап 13 иап 111 гиап 41 гиап 40 гиап 88 гиап 8 гиад  | И-153, ЛаГГ-3, Ла-5, Ла-7                          | |
| Ляпунов, Борис Ильич                | 8             | 10                               | -/-                                        | 6 иап 18 гиап                                                   | Як-7, Як-9                                         | Умер от ран 4 сентября 1943 года. |
| Зорин, Николай Иванович             | 8             | 9                                | 395/-                                      | 5 оиаэ 3 оиаэ 750 сап 84 "А" иап 101 гиап                       | И-16, Р-39 Аэрокобра                               | |
| Родин, Дмитрий Иванович             | 8             | 9                                | 145/-                                      | 269 иап 520 иап                                                 | И-153, Як-1                                        | Сбит и погиб в воздушном бою 12 января 1943 года. |
| Соболев, Николай Григорьевич        | 8             | 9                                | 193/65                                     | 38 иап 21 гиап 304 иад 23 гиап                                  | И-153, ЛаГГ-3, Як-1, Р-39 Аэрокобра                | В гражданской войне в Испании лично сбил 2 итальянских самолёта и 4 в группе. |
| Полеев, Николай Андреевич           | 8             | 8                                | 212/41                                     | 13 иап 486 иап                                                  | И-153, Як-1, ЛаГГ-3, Ла-5, Ла-7                    | |
| Пятницкий, Владимир Павлович        | 8             | 8                                | -/-                                        | 233 иап 436 иап                                                 | И-16, МиГ-3, Харрикейн                             | Летом 1942 года сбит в воздушном бою и пропал без вести. |
| Веремеенко, Виктор Тимофеевич       | 8             | 7                                | 232/-                                      | 812 иап 563 иап 116 гиап                                        | Як-1, Як-3                                         | |
| Липилин, Александр Алексеевич       | 8             | 7                                | св.200/-                                   | 41 иап                                                          | МиГ-3, Як-1                                        | |
| Прасолов, Пётр Лаврентьевич         | 8             | 7                                | -/-                                        | 3 гиап БФ                                                       | ЛаГГ-3, Ла-5, Ла-7                                 | Погиб в авиакатастрофе 15 декабря 1944 года. |
| Скачков, Михаил Акимович            | 8             | 7                                | св.143/-                                   | 436 иап                                                         | Як-1, И-16, Харрикейн                              | Не вернулся из боевого вылета 22 июля 1942 года. |
| Хасин, Виктор Яковлевич             | 8             | 7                                | 659/257                                    | 12 иап 929 иап 271 иап 64 гиап                                  | Як-1, Як-7                                         | В июле—декабре 1941 года воевал в разведывательной авиачасти, на самолёте Р-5 выполнил около 200 боевых вылетов. Трагически погиб (застрелен часовым) 14 января 1944 года. |
| Хряев, Василий Ильич                | 8             | 7                                | 289/ок.70                                  | 101 оиаэ ЧФ 11 шап ЧФ 9 иап ЧФ                                  | И-16, Як-1, ЛаГГ-3                                 | Сбит и погиб в воздушном бою 16 июля 1943 года. |
| Шаранда, Николай Николаевич         | 8             | 7                                | св.300/142                                 | 32 иап                                                          | И-16, Як-1, Як-7, Як-9                             | Сбит зенитным огнём и погиб 19 января 1945 года. |
| Бычков, Виктор Алексеевич           | 8             | 6                                | ок.350/-                                   | 11 иап                                                          | Як-1                                               | Сбит и погиб в воздушном бою 27 октября 1942 года. В сентябре 1942 года представлялся к званию Героя Советского Союза, награда заменена на орден. |
| Гурулев, Николай Денисович          | 8             | 6                                | -/-                                        | 162 иап 274 иап 31 гиап 9 гиап 73 гиап                          | И-16, Як-1, Як-7                                   | |
| Каменщиков, Владимир Григорьевич    | 8             | 6                                | ок.300/-                                   | 41 иап 126 иап 788 иап ПВО 38 иап ПВО                           | И-16, МиГ-3, P-40 Киттихаук, Як-1                  | Погиб в авиакатастрофе 22 мая 1943 года. |
| Кукушкин, Михаил Дмитриевич         | 8             | 6                                | ок.210/-                                   | 436 иап                                                         | Як-1, И-16, Харрикейн                              | Сбит и погиб в воздушном бою 24 июля 1942 года. |
| Кустов, Игорь Ефремович             | 8             | 6                                | ок.200/-                                   | 728 иап                                                         | И-16, Як-7, Як-9                                   | Погиб в авиакатастрофе 22 декабря 1943 года. |
| Новиков, Алексей Иванович           | 8             | 6                                | 485/87                                     | 89 иап 17 иап 278 иад 3 иак                                     | И-16, Як-1, Як-7, Як-9                             | Также сбил 1 аэростат. |
| Рябушкин, Сергей Семёнович          | 8             | 6                                | ок.250/-                                   | 3 гиап БФ                                                       | ЛаГГ-3, Ла-5, Ла-7                                 | |
| Савушкин, Александр Петрович        | 8             | 6                                | 373/79                                     | 44 иап 11 гиап                                                  | МиГ-3, ЛаГГ-3                                      | Также сбил 1 аэростат. Погиб в авиакатастрофе 17 мая 1943 года. |
| Харченко, Степан Иванович           | 8             | 6                                | ок.250/-                                   | 25 иап 523 иап                                                  | ЛаГГ-3, МиГ-3                                      | В советско-финской войне лично сбил 1 самолёт и 1 в группе. Не вернулся из боевого вылета 23 февраля 1943 года. |
| Черников, Иван Дмитриевич           | 8             | 6                                | -/-                                        | 926 иап ПВО 234 иап ПВО                                         | И-153, ЛаГГ-3, Як-1                                | Не вернулся из боевого вылета 30 июля 1943 года. |
| Бойков, Павел Михайлович            | 8             | 5                                | ок.210/-                                   | 897 иап 3 гиап 113 гиап                                         | Як-7, Ла-5, Ла-7                                   | В мае 1945 года представлялся к званию Героя Советского Союза. |
| Ершов, Лев Иванович                 | 8             | 5                                | ок.210/-                                   | 629 иап ПВО 38 гиап ПВО                                         | И-153, И-16, Як-1, Харрикейн, P-40 Киттихаук, Ла-5 | Погиб при неустановленных обстоятельствах 30 апреля 1944 года. |
| Лобашов, Дмитрий Алексеевич         | 8             | 5                                | св.200/40                                  | 18 иап                                                          | И-16, Як-7, Як-9                                   | Сбит и погиб в воздушном бою 4 сентября 1943 года. |
| Лукьянов, Анатолий Григорьевич      | 8             | 5                                | 325/-                                      | 34 иап ПВО 35 иап ПВО 487 иап ПВО 146 иап ПВО 1007 иап ПВО      | МиГ-3, Як-1, Як-7, Як-9                            | 1 самолёт сбил тараном. |
| Маслов, Иван Петрович               | 8             | 5                                | 320/56                                     | 92 иап                                                          | ЛаГГ-3, Ла-5, Ла-7                                 | |
| Молчанов, Артемий Григорьевич       | 8             | 5                                | ок.80/-                                    | 24 иап                                                          | ЛаГГ-3                                             | Не вернулся из боевого вылета 17 мая 1942 года. |
| Романов, Николай Егорович           | 8             | 5                                | 270/-                                      | 129 иап 5 гиап 295 иад                                          | МиГ-3, ЛаГГ-3, Ла-5                                | Был тяжело ранен в бою и 7 ноября 1944 года застрелился в госпитале. |
| Рыбин, Иван Петрович                | 8             | 5                                | 168/30                                     | 148 иап                                                         | И-153, МиГ-3, Як-1                                 | В советско-финской войне лично сбил 1 самолёт. Сбит и погиб в воздушном бою 26 апреля 1943 года. |
| Сапожников, Алексей Яковлевич       | 8             | 5                                | 335/св.40                                  | 36 иап 57 гиап                                                  | И-16, Спитфайр, Р-39 Аэрокобра                     | В советско-финской войне сбил 1 самолёт в группе. |
| Слободенюк, Рувин Израилевич        | 8             | 5                                | св.300/-                                   | 2 иап 85 гиап                                                   | И-153, И-16, ЛаГГ-3, Як-1, Як-9                    | Также сбил 1 аэростат. Умер 10 апреля 1945 года в госпитале от болезни. |
| Стручалин, Павел Степанович         | 8             | 5                                | 223/20                                     | 21 иап БФ                                                       | Як-1, Як-7, Як-9                                   | |
| Фёдоров, Фёдор Фёдорович            | 8             | 5                                | ок.200/ок.40                               | 629 иап ПВО 38 гиап ПВО                                         | И-16, Як-1, Харрикейн, P-40 Киттихаук, Ла-5        | |
| Филиппов, Андрей Степанович         | 8             | 5                                | св.300/-                                   | 573 иап ПВО 30 гиап                                             | ЛаГГ-3, Р-39 Аэрокобра                             | Сбит зенитным огнём и погиб 15 декабря 1944 года. |
| Амосов, Дмитрий Фёдорович           | 8             | 4                                | св.300/-                                   | 72 сап СФ 78 иап СФ 2 гиап СФ                                   | И-153, Харрикейн, Р-39 Аэрокобра                   | Сбит зенитным огнём 10 мая 1944 года. |
| Барабанов, Михаил Сергеевич         | 8             | 4                                | ок.250/-                                   | 286 иап 484 иап 149 иап 269 иап                                 | И-16, Як-1, Як-7, Як-9                             | |
| Дранко, Пётр Александрович          | 8             | 4                                | 277/60                                     | 122 иап 1 гиап 12 иап 89 гиап 146 иап 115 гиап                  | И-16, МиГ-3, Як-1, Як-7, Як-9                      | |
| Зеленин, Иван Максимович            | 8             | 4                                | 106/26                                     | 581 иап 55 гиап 54 гиап                                         | Як-1, Як-9, Р-39 Аэрокобра                         | Дважды представлялся к званию Героя Советского Союза. |
| Ибатулин, Хасан Мингеевич           | 8             | 4                                | 383/79                                     | 160 иап 429 иап 436 иап 67 гиап 30 гиап                         | И-153, И-16, ЛаГГ-3, Харрикейн, Р-39 Аэрокобра     | |
| Каминский, Иван Михайлович          | 8             | 4                                | -/-                                        | 183 иап 296 иап 73 гиап ОАГ ВОШВБ                               | МиГ-3, Як-1, Як-3                                  | |
| Ковалетов, Пётр Федотович           | 8             | 4                                | св.70/-                                    | 522 иап                                                         | Ла-5                                               | Не вернулся из боевого вылета 15 сентября 1943 года. |
| Кологривов, Михаил Михайлович       | 8             | 4                                | ок.600/67                                  | 8 иап ЧФ 6 гиап ЧФ                                              | И-153, Як-1, Як-9                                  | |
| Корольков, Сергей Иванович          | 8             | 4                                | 268/49                                     | 12 иап 792 иап 297 иап                                          | И-153, ЛаГГ-3, Ла-5                                | Не вернулся из боевого вылета 11 июля 1943 года. Посмертно представлялся к званию Героя Советского Союза. |
| Кузьмин, Михаил Евсеевич            | 8             | 4                                | -/-                                        | 12 иап БФ 15 рап БФ                                             | Як-7, Як-9                                         | |
| Кузьмин, Сергей Кузьмич             | 8             | 4                                | -/-                                        | 775 иап                                                         | Як-7, Як-1                                         | Погиб в авиакатастрофе 25 апреля 1943 года. |
| Манов, Андрей Михайлович            | 8             | 4                                | св.250/-                                   | 20 иап 744 иап 86 гиап                                          | Як-1, Як-7                                         | Также сбил 1 аэростат. Не вернулся из боевого вылета 1 июня 1943 года. |
| Минаев, Алексей Никонорович         | 8             | 4                                | 330/33                                     | 41 иап 31 иап 581 иап 55 гиап                                   | МиГ-3, Як-1, Р-39 Аэрокобра                        | |
| Морозов, Алексей Андреевич          | 8             | 4                                | 317/63                                     | 164 иап                                                         | И-16, ЛаГГ-3, Ла-5, Ла-7                           | |
| Наумов, Пётр Изотович               | 8             | 4                                | 346/50                                     | 181 иап 201 иад 13 иап 111 гиап 3 гиап                          | ЛаГГ-3, Ла-5                                       | |
| Ракитин, Михаил Павлович            | 8             | 4                                | -/-                                        | 12 иап 486 иап 263 иап 215 иад                                  | И-153, ЛаГГ-3, Ла-5, Ла-7                          | Погиб в авиакатастрофе 6 марта 1945 года. |
| Сизов, Василий Филиппович           | 8             | 4                                | ок.400/ок.70                               | 146 иап                                                         | МиГ-3, И-16, Як-1, Як-7                            | Погиб в воздушном бою 23 августа 1942 года. |
| Скрипченко, Фёдор Петрович          | 8             | 4                                | св.410/-                                   | 194 иап 26 иап ПВО 26 гиап ПВО 11 гиап ПВО                      | И-153, И-16, Харрикейн, Ла-5                       | |
| Чалбаш, Эмир Уссейн                 | 8             | 4                                | 316/-                                      | 627 иап 49 иап                                                  | И-16, ЛаГГ-3, Ла-5                                 | |
| Бойченко, Виктор Степанович         | 8             | 3                                | 72/17                                      | 66 иап                                                          | Як-1, Як-7, Р-39 Аэрокобра                         | |
| Боровской, Николай Васильевич       | 8             | 3                                | -/-                                        | 49 иап                                                          | И-153, И-16, МиГ-3, Ла-5, Як-3                     | |
| Брейтман, Исаак Волкович            | 8             | 3                                | св.130/-                                   | 160 иап 137 гиап                                                | ЛаГГ-3, Ла-5                                       | Сбит зенитной артиллерией 3 августа 1944 года и пленён. Освобождён после войны. |
| Виноградов, Василий Степанович      | 8             | 3                                | 139/ок.35                                  | 743 иап 64 гиап                                                 | Як-7, Як-9                                         | Сбит и погиб в воздушном бою 15 августа 1944 года, сбив в этом бою 2 немецких самолёта. |
| Глазунов, Максим Алексеевич         | 8             | 3                                | 241/42                                     | 14 гиап                                                         | Як-1, Як-9                                         | |
| Гошко, Степан Семёнович             | 8             | 3                                | 215/-                                      | 11 иап 12 иап 67 иап ПВО 4 иап 287 иап 845 иап                  | Як-1, Харрикейн, Як-7, Як-9                        | 1 самолёт сбил тараном. Сбит в воздушном бою 6 сентября 1944 года, тяжело ранен и попал в плен, в конце сентября освобождён. В феврале 1945 года вернулся в строй. |
| Гришман, Иван Васильевич            | 8             | 3                                | -/-                                        | 519 иап 512 иап                                                 | Як-1, Як-9, Як-3                                   | |
| Иванов, Вадим Павлович              | 8             | 3                                | св.150/-                                   | 254 иап                                                         | Ла-5                                               | |
| Иванов, Валерий Николаевич          | 8             | 3                                | 186/-                                      | 4 иап                                                           | И-16, ЛаГГ-3, Як-1                                 | |
| Ковенцов, Николай Иванович          | 8             | 3                                | -/-                                        | 653 иап 65 гиап                                                 | И-15бис, Як-1                                      | Не вернулся из боевого вылета 4 августа 1943 года. |
| Макаров, Николай Кириллович         | 8             | 3                                | ок.300/-                                   | 16 иап 233 иап 428 иап 21 гиап                                  | МиГ-3, ЛаГГ-3                                      | Не вернулся из боевого вылета 2 августа 1942 года. |
| Малютин, Василий Васильевич         | 8             | 3                                | -/-                                        | 166 иап 88 гиап                                                 | Ла-5                                               | Сбит и погиб в воздушном бою 27 января 1944 года. |
| Молчанов, Николай Павлович          | 8             | 3                                | -/-                                        | 287 иап 4 иап                                                   | Харрикейн, Як-1, Як-7                              | Не вернулся из боевого вылета 30 апреля 1943 года. |
| Обозненко, Андрей Александрович     | 8             | 3                                | 169/16                                     | 183 иап 150 гиап 151 гиап                                       | МиГ-3, Як-1, Як-7, Як-9                            | |
| Павленко, Иван Прохорович           | 8             | 3                                | 216/-                                      | 17 иап 180 иап 866 иап 508 иап 213 гиап                         | И-153, И-16, Як-1, Як-7, Р-39 Аэрокобра            | |
| Поликарпович, Владимир Иосифович    | 8             | 3                                | 114/22                                     | 731 иап ПВО 39 гиап 628 иап ПВО                                 | P-40 Киттихаук, Р-39 Аэрокобра, Як-9               | |
| Приступа, Виктор Дмитриевич         | 8             | 3                                | -/-                                        | 263 иап                                                         | ЛаГГ-3                                             | Погиб в авиационной катастрофе 27 октября 1942 года. |
| Селезнёв, Алексей Петрович          | 8             | 3                                | ок.200/-                                   | 131 иап 246 иап 863 иап 609 иап                                 | И-16, ЛаГГ-3                                       | В советско-финской войне сбил 1 самолёт в группе. |
| Тащиев, Сурен Амбарцумович          | 8             | 3                                | 275/31                                     | 32 иап ЧФ 11 гиап ЧФ                                            | И-16, ЛаГГ-3, Як-1, Р-39 Аэрокобра                 | Сбит и погиб в воздушном бою 25 сентября 1943 года. |
| Тильченко, Пётр Григорьевич         | 8             | 3                                | -/-                                        | 651 иап ПВО 753 иап 287 иап                                     | И-15бис, Як-1                                      | Сбит и погиб в воздушном бою 25 августа 1942 года. |
| Фадеев, Алексей Ильич               | 8             | 3                                | -/-                                        | 192 иап                                                         | Ла-5                                               | Погиб в авиакатастрофе 23 октября 1943 года. |
| Ходун, Иван Александрович           | 8             | 3                                | св.140/-                                   | 49 иап                                                          | И-153, Ла-5                                        | Был тяжело ранен в воздушном бою 14 августа 1943 года, 18 августа скончался от ран в госпитале. |
| Хохлов, Иван Ильич                  | 8             | 3                                | 301/54                                     | 431 иап 563 иап 116 гиап                                        | Як-1, Як-3                                         | |
| Шлыков, Владимир Петрович           | 8             | 3                                | -/-                                        | 4 иап                                                           | Як-1, Як-9                                         | Сбит и погиб в воздушном бою 10 сентября 1943 года. |
| Аскирко, Иван Адамович              | 8             | 2                                | 101/-                                      | 739 иап 438 иап 212 гиап                                        | Як-7, Р-39 Аэрокобра                               | В воздушном бою 28 апреля 1944 года был сбит и тяжело ранен, попал в плен. Бежал и в сентябре, несмотря на ампутацию руки, вернулся в свой полк. |
| Безлатный, Павел Антонович          | 8             | 2                                | -/-                                        | 9 иап ЧФ и БФ                                                   | ЛаГГ-3, Як-9                                       | |
| Будников, Анатолий Валерьянович     | 8             | 2                                | 247/18                                     | 760 иап                                                         | Харрикейн, P-40 Киттихаук, Ла-5                    | |
| Васин, Александр Ефимович           | 8             | 2                                | ок.160/-                                   | 239 иап 15 иап 266 иап 4 иап                                    | ЛаГГ-3, Ла-5, Як-1, Як-9                           | Сбит и погиб в воздушном бою 15 мая 1944 года. |
| Вертелецкий, Иосиф Иосифович        | 8             | 2                                | -/-                                        | 867 иап 107 гиап 106 гиап                                       | Як-1, Як-7, Як-9                                   | |
| Гриневич, Геннадий Иванович         | 8             | 2                                | ок.100/-                                   | 247 иап                                                         | Як-1                                               | Не вернулся из боевого вылета 21 октября 1943 года. |
| Древятников, Даниил Прокофьевич     | 8             | 2                                | 288/50                                     | 154 иап 158 иап 103 гиап 102 гиап                               | МиГ-3, P-40 Киттихаук, Р-39 Аэрокобра              | |
| Иванов, Михаил Петрович             | 8             | 2                                | ок.250/ок.20                               | 153 иап 28 гиап                                                 | И-153, Р-39 Аэрокобра                              | Не вернулся из боевого вылета 29 декабря 1942 года. |
| Кашенцев, Василий Мартынович        | 8             | 2                                | 116/-                                      | 192 иап                                                         | Ла-5, Ла-7                                         | |
| Котенко, Николай Сергеевич          | 8             | 2                                | -/-                                        | 11 гиап                                                         | Ла-5                                               | |
| Кузнецов, Иван Александрович        | 8             | 2                                | 219/59                                     | 867 иап 107 гиап                                                | Як-1, Як-7, Як-9                                   | |
| Митраков, Михаил Филиппович         | 8             | 2                                | -/-                                        | 880 сап 162 иап                                                 | ЛаГГ-3, Як-1, Як-7                                 | Не вернулся из боевого вылета 7 марта 1944 года. |
| Морозов, Павел Дмитриевич           | 8             | 2                                | 51/-                                       | 774 иап                                                         | Як-7, Як-1                                         | Не вернулся из боевого вылета 21 октября 1943 года. |
| Моря, Николай Григорьевич           | 8             | 2                                | 205/-                                      | 291 иап                                                         | Як-1, Як-9                                         | |
| Петухов, Сергей Михайлович          | 8             | 2                                | -/-                                        | 348 иап 743 иап 13 иап 236 иап 112 гиап                         | И-153, ЛаГГ-3, Ла-5, Як-1, Як-7, Як-3              | Погиб в авиакатастрофе 21 марта 1945 года. |
| Поздняков, Константин Фёдорович     | 8             | 2                                | св.100/-                                   | 867 иап                                                         | Як-1, Як-7                                         | В 1943 году тяжело ранен и уволен из ВВС по инвалидности. |
| Предков, Михаил Иванович            | 8             | 2                                | 164/-                                      | 272 иап 21 гиап                                                 | ЛаГГ-3, Ла-5, Ла-7                                 | |
| Сдобников, Алексей Васильевич       | 8             | 2                                | ок.250/-                                   | 518 иап 43 иап                                                  | Як-1, Як-7, Як-9                                   | В боевом вылете 7 мая 1944 года был сбит и попал в плен, освобождён в мае 1945 года. |
| Сергеев, Фёдор Васильевич           | 8             | 2                                | -/-                                        | 659 иап                                                         | Як-1, Як-7, Як-9, Як-3                             | |
| Сержантов, Иван Яковлевич           | 8             | 2                                | 258/85                                     | 181 иап 164 иап 6 иап 9 гиап                                    | ЛаГГ-3, Як-1                                       | Трагически погиб при несчастном случае 29 апреля 1943 года. |
| Тараненко, Владимир Павлович        | 8             | 2                                | 86/-                                       | 2 гиап                                                          | Ла-5, Ла-7                                         | |
| Ченский, Владимир Никифорович       | 8             | 2                                | -/-                                        | 27 иап 28 иап 563 иап 116 гиап                                  | И-16, МиГ-3, Як-1                                  | Погиб в авиакатастрофе 19 октября 1944 года. |
| Антипов, Юрий Тихонович             | 8             | 1                                | -/-                                        | 133 иап                                                         | Як-9, Як-3                                         | В воздушном бою 3 марта 1945 года тараном сбил немецкий самолёт, выпрыгнул с парашютом из повреждённой машины, пропал без вести. |
| Артамонов, Василий Севастьянович    | 8             | 1                                | 313/50                                     | 516 иап 153 гиап                                                | Як-1, Як-7, Як-9                                   | |
| Афанасьев, Георгий Иванович         | 8             | 1                                | -/-                                        | 761 иап                                                         | Як-7, Як-9                                         | |
| Ахметов, Гумар Салахеевич           | 8             | 1                                | 135/25                                     | 233 иап                                                         | Як-7, Як-9, Як-3                                   | |
| Бабий, Константин Кузьмич           | 8             | 1                                | -/-                                        | 72 сап СФ 78 иап СФ                                             | И-153, Р-39 Аэрокобра                              | |
| Баденов, Семён Васильевич           | 8             | 1                                | 149/-                                      | 15 иап                                                          | Як-1, Як-3                                         | |
| Баранов, Иван Дмитриевич            | 8             | 1                                | 325/56                                     | 7 иап 14 гиап                                                   | И-153, Як-1, Як-9                                  | Также сбил 1 аэростат. Погиб в воздушном бою 14 мая 1944 года, таранив немецкий самолёт. |
| Батычко, Иван Дмитриевич            | 8             | 1                                | -/-                                        | 812 иап                                                         | Як-1                                               | Сбит и погиб в воздушном бою 7 мая 1943 года. |
| Бобков, Валентин Васильевич         | 8             | 1                                | св.300/80                                  | 88 иап 814 иап 106 гиап                                         | Як-1, Як-7                                         | |
| Боровой, Валентин Петрович          | 8             | 1                                | 212/-                                      | 10 иап 845 иап 294 иад 13 гиад                                  | И-16, МиГ-3, Як-1, Як-9, Як-3                      | |
| Варфоломеев, Николай Николаевич     | 8             | 1                                | -/-                                        | 867 иап 107 гиап                                                | Як-1, Як-7                                         | Не вернулся из боевого вылета 21 сентября 1943 года. |
| Волощенко, Фёдор Фёдорович          | 8             | 1                                | -/-                                        | 28 гиап                                                         | Р-39 Аэрокобра                                     | Не вернулся из боевого вылета 30 октября 1944 года. |
| Голдырев, Дмитрий Фёдорович         | 8             | 1                                | -/-                                        | 41 гиап 927 иап                                                 | Ла-5                                               | |
| Гуз, Иван Андреевич                 | 8             | 1                                | -/-                                        | 814 иап 106 гиап                                                | Як-1, Як-7, Як-9                                   | |
| Думан, Николай Александрович        | 8             | 1                                | 190/-                                      | 900 иап                                                         | Як-7, Як-9                                         | |
| Евсеев, Евгений Архипович           | 8             | 1                                | -/-                                        | 629 иап ПВО 38 гиап                                             | И-16, Як-1, Харрикейн, P-40 Киттихаук, Ла-5        | |
| Иванов, Анатолий Григорьевич        | 8             | 1                                | -/-                                        | 659 иап                                                         | Як-1, Як-7, Як-9, Як-3                             | |
| Ильин, Николай Яковлевич            | 8             | 1                                | -/-                                        | 133 иап                                                         | И-153, Як-1, Як-7, Як-9                            | Не вернулся из боевого вылета 19 октября 1943 года. |
| Константинов, Владимир Михайлович   | 8             | 1                                | -/-                                        | 4 иап                                                           | Харрикейн, Як-7                                    | Не вернулся из боевого вылета 7 ноября 1942 года. |
| Кучеренко, Григорий Авилович        | 8             | 1                                | -/-                                        | 867 иап 107 гиап                                                | Як-1, Як-7, Як-9                                   | Также сбил 1 аэростат. |
| Лапин, Леонид Павлович              | 8             | 1                                | 157/35                                     | 20 иап СФ                                                       | Як-1, Р-39 Аэрокобра                               | В конце 1942 года тяжело ранен, после ампутации ступни вернулся в полк, сбив в последующих боях 8 самолётов. |
| Макаренко, Николай Фёдорович        | 8             | 1                                | 245/-                                      | 5 гиап                                                          | ЛаГГ-3, Ла-5, Ла-7                                 | |
| Макаров, Александр Яковлевич        | 8             | 1                                | -/-                                        | 115 гиап                                                        | Як-9                                               | Погиб в авиакатастрофе 4 октября 1944 года. |
| Маковский, Юрий Борисович           | 8             | 1                                | -/-                                        | 427 иап                                                         | Як-1, Як-7, Як-9                                   | Погиб в боевом вылете 28 апреля 1944 года. |
| Мельник, Владимир Иванович          | 8             | 1                                | -/-                                        | 563 иап 116 гиап                                                | Як-1, Як-3                                         | |
| Михеев, Николай Фёдорович           | 8             | 1                                | -/-                                        | 193 иап 177 гиап                                                | Ла-5, Ла-7                                         | |
| Нестеренко, Григорий Карпович       | 8             | 1                                | 55/23                                      | 291 иап                                                         | Як-1, Як-9                                         | В боевом вылете 21 октября 1943 года подбит зенитным огнём и направил горящий самолёт на скопление немецких войск. |
| Никольников, Владимир Антонович     | 8             | 1                                | 150/-                                      | 863 иап                                                         | ЛаГГ-3, Ла-5                                       | |
| Орлов, Михаил Иванович              | 8             | 1                                | 161/-                                      | 508 иап 213 гиап                                                | Як-7, Р-39 Аэрокобра                               | |
| Остапченко, Николай Григорьевич     | 8             | 1                                | св.200/-                                   | 9 гиап                                                          | Як-7, Р-39 Аэрокобра, Ла-7                         | |
| Пащенко, Иван Григорьевич           | 8             | 1                                | 55/14                                      | 159 иап                                                         | Ла-5                                               | |
| Печенин, Василий Тихонович          | 8             | 1                                | 64/16                                      | 27 гиап                                                         | Як-7, Як-9                                         | |
| Питкевич, Виктор Станиславович      | 8             | 1                                | 220/39                                     | 263 иап                                                         | И-153, Ла-5, Ла-7                                  | |
| Поправко, Алексей Степанович        | 8             | 1                                | -/-                                        | 845 иап                                                         | Як-7, Як-9                                         | Не вернулся из боевого вылета 6 сентября 1944 года. |
| Прокопенко, Фёдор Фёдорович         | 8             | 1                                | 126/св.50                                  | 434 иап 32 гиап 3 гиад                                          | Як-1, Як-7                                         | |
| Пшенов, Пётр Иванович               | 8             | 1                                | ок.120/-                                   | 774 иап                                                         | Як-1, Як-7                                         | Сбит в воздушном бою 15 октября 1944 года, выбросился из горящего самолёта с парашютом и пропал без вести. |
| Резников, Николай Михайлович        | 8             | 1                                | -/-                                        | 2 гиап                                                          | Ла-5                                               | В воздушном бою 7 февраля 1944 года был сбит и попал в плен. При попытке побега из лагеря военнопленных 10 августа 1944 года был тяжело ранен и умер от ран. |
| Самохвалов, Иван Ананьевич          | 8             | 1                                | -/-                                        | 172 иап штаб ВВС Запфронта штаб 1 ВА                            | ЛаГГ-3, Як-1, Як-7                                 | Не вернулся из боевого вылета 6 января 1944 года. |
| Столяров, Иван Васильевич           | 8             | 1                                | -/-                                        | 18 гиап                                                         | Як-7, Як-9                                         | Сбит и погиб в воздушном бою 14 октября 1943 года. |
| Сычев, Пётр Фёдорович               | 8             | 1                                | 129/15                                     | 774 иап                                                         | Як-1, Як-7, Як-9                                   | |
| Шевцов, Николай Григорьевич         | 8             | 1                                | 162/-                                      | 291 иап                                                         | Як-1, Як-9                                         | |
| Шпрынов, Василий Михайлович         | 8             | 1                                | ок.150/-                                   | 41 гиап 927 иап                                                 | Ла-5                                               | |
| Шулепко, Георгий Ильич              | 8             | 1                                | -/-                                        | 263 иап 813 иап                                                 | МиГ-3, ЛаГГ-3, Ла-5                                | |
| Алексеев, Борис Михайлович          | 8             |                                  | 45/10                                      | 9 иап                                                           | Р-39 Аэрокобра                                     | Сбит и погиб в воздушном бою 15 января 1944 года. |
| Ананьев, Владимир Алексеевич        | 8             |                                  | 288/53                                     | 2 иап 85 гиап                                                   | Як-1, Як-9                                         | |
| Андрощук, Александр Степанович      | 8             |                                  | 61/-                                       | 66 гиап                                                         | Як-9, Як-3                                         | |
| Антонов, Павел Николаевич           | 8             |                                  | 152/17                                     | 9 иап 211 гиап                                                  | Р-39 Аэрокобра                                     | Вторично стал асом на Корейской войне, сбив 7 самолётов ВВС США. |
| Аполлонин, Николай Николаевич       | 8             |                                  | 129/15                                     | 44 иап 26 иап 26 гиап 191 иап                                   | И-16, Харрикейн, P-40 Киттихаук, Ла-5              | |
| Арефьев, Михаил Алексеевич          | 8             |                                  | -/-                                        | 2 гиап                                                          | Ла-5, Ла-7                                         | |
| Артёмов, Алексей Васильевич         | 8             |                                  | -/-                                        | 31 иап                                                          | Ла-5, Ла-7                                         | |
| Ачитков, Михаил Григорьевич         | 8             |                                  | -/-                                        | 659 иап                                                         | Як-1, Як-7, Як-9, Як-3                             | |
| Баринов, Георгий Алексеевич         | 8             |                                  | -/-                                        | 976 иап                                                         | Як-7, Як-9                                         | |
| Белов, Пётр Иванович                | 8             |                                  | 177/23                                     | 127 иап                                                         | Як-1, Як-9                                         | |
| Болдырев, Леонид Сергеевич          | 8             |                                  | 97/27                                      | 146 иап 115 гиап                                                | Як-7, Як-9, Як-3                                   | |
| Борисов, Николай Петрович           | 8             |                                  | св.160/13                                  | 287 иап                                                         | Як-1, Як-7, Як-9                                   | Не вернулся из боевого вылета 4 февраля 1944 года. |
| Бугреев, Константин Владимирович    | 8             |                                  | -/-                                        | 5 гиап                                                          | Ла-5                                               | |
| Будаев, Сергей Петрович             | 8             |                                  | -/-                                        | 438 иап                                                         | Р-39 Аэрокобра                                     | Сбит и погиб в воздушном бою 10 августа 1944 года. |
| Викторович, Иван Дмитриевич         | 8             |                                  | 118/-                                      | 812 иап                                                         | Як-1, Як-9                                         | |
| Виткович, Виктор Викторович         | 8             |                                  | 175/-                                      | 897 иап 659 иап                                                 | Як-9, Як-3                                         | |
| Вялов, Николай Иванович             | 8             |                                  | -/-                                        | 50 иап 19 иап 176 гиап                                          | ЛаГГ-3, Ла-5, Ла-7                                 | |
| Голаев, Джанибек Нанакович          | 8             |                                  | 102/39                                     | 32 иап                                                          | Як-9                                               | Погиб 26 сентября 1943 года при налёте немецкой авиации на аэродром. |
| Горбачёв, Александр Павлович        | 8             |                                  | св.70/св.20                                | 20 иап СФ 255 иап СФ                                            | Як-1, Р-39 Аэрокобра                               | Сбит зенитным огнём и погиб 29 февраля 1944 года. |
| Горев, Николай Дмитриевич           | 8             |                                  | -/-                                        | 181 иап                                                         | Ла-5                                               | |
| Горемыкин, Полион Иванович          | 8             |                                  | 68/-                                       | 306 иап                                                         | Як-9                                               | |
| Григорьев, Василий Иванович         | 8             |                                  | 137/-                                      | 171 иап                                                         | Ла-5, Ла-7                                         | |
| Гусев, Василий Иванович             | 8             |                                  | -/-                                        | 69 гиап                                                         | Р-39 Аэрокобра                                     | Сбит и погиб в воздушном бою 5 августа 1944 года. |
| Давыдов, Сергей Васильевич          | 8             |                                  | 98/13                                      | 30 гиап                                                         | Як-1, Як-7, Як-9, Як-3                             | |
| Запорожченко, Григорий Иванович     | 8             |                                  | 73/26                                      | 169 иап 63 гиап                                                 | Ла-5                                               | |
| Зарайкин, Иван Павлович             | 8             |                                  | 190/24                                     | 9 иап 211 гиап                                                  | Харрикейн, Р-39 Аэрокобра                          | |
| Захаров, Андрей Гаврилович          | 8             |                                  | св.100/-                                   | 30 гиап                                                         | Р-39 Аэрокобра                                     | |
| Зяблинцев, Николай Никандрович      | 8             |                                  | -/-                                        | 32 иап ЧФ 6 гиап ЧФ                                             | ЛаГГ-3, Як-1                                       | Сбит и погиб в воздушном бою 4 мая 1943 года. |
| Кабанов, Виктор Яковлевич           | 8             |                                  | 173/35                                     | 265 иап                                                         | Як-9                                               | |
| Каблуков, Владимир Васильевич       | 8             |                                  | 121/-                                      | 812 иап                                                         | Як-1, Як-9                                         | |
| Казаченок, Григорий Исидорович      | 8             |                                  | -/-                                        | 4 иап                                                           | Як-9                                               | Не вернулся из боевого вылета 7 августа 1944 года. |
| Калюжный, Семён Александрович       | 8             |                                  | 135/29                                     | 157 иап                                                         | Як-9, Як-1, Як-3                                   | |
| Калязин, Иван Ильич                 | 8             |                                  | -/-                                        | 977 иап 161 иап 156 иап                                         | И-153, Ла-5, Ла-7                                  | |
| Князев, Борис Алексеевич            | 8             |                                  | 143/-                                      | 72 гиап                                                         | Як-7, Р-39 Аэрокобра                               | |
| Ковалёв, Владимир Филиппович        | 8             |                                  | ок.170/-                                   | 29 гиап                                                         | Як-7, Як-9                                         | |
| Ковалёв, Игнатий Петрович           | 8             |                                  | ок.330/126                                 | 4 иап 88 иап 170 иап 164 иап 31 гиап 295 иад                    | МиГ-3, ЛаГГ-3, Ла-5, Ла-7                          | |
| Коваленко, Алексей Порфирьевич      | 8             |                                  | 153/-                                      | 728 иап                                                         | Як-7, Як-9                                         | |
| Кольцов, Иван Иванович              | 8             |                                  | 389/112                                    | 116 иап 164 иап 295 иад                                         | И-16, Ла-5, Ла-7                                   | |
| Комоликов, Алексей Алексеевич       | 8             |                                  | св.70/св.25                                | 53 гиап                                                         | Як-1, Р-39 Аэрокобра                               | Погиб в авиакатастрофе 20 июля 1944 года. |
| Кондратюк, Александр Александрович  | 8             |                                  | 337/63                                     | 87 иап 129 иап 5 гиап                                           | МиГ-3, ЛаГГ-3                                      | В августе 1942 года тяжело ранен в воздушном бою, после госпиталя служил в тылу. |
| Корнеев, Михаил Степанович          | 8             |                                  | -/-                                        | 977 иап 161 иап 927 иап                                         | И-153, Ла-5                                        | |
| Королёв, Владимир Степанович        | 8             |                                  | -/-                                        | 611 иап                                                         | И-153, Як-1, Як-9, Як-3                            | |
| Костенко, Николай Максимович        | 8             |                                  | 165/27                                     | 813 иап 263 иап                                                 | Ла-5, Ла-7                                         | |
| Кривобок, Иван Федотович            | 8             |                                  | 244/25                                     | 15 иап                                                          | Як-1, Як-9, Як-3                                   | |
| Кудрявцев, Иван Иванович            | 8             |                                  | -/-                                        | 91 иап                                                          | Як-9, Як-3                                         | |
| Кудрявцев, Фёдор Игнатьевич         | 8             |                                  | св.150/-                                   | 153 гиап                                                        | Як-1, Як-7, Як-9                                   | |
| Кузнецов, Александр Семёнович       | 8             |                                  | ок.550/-                                   | 248 иап                                                         | Як-7, Як-9                                         | |
| Кузьменков, Иван Михайлович         | 8             |                                  | -/-                                        | 32 гиап 63 гиап                                                 | Ла-5, Ла-7                                         | |
| Куков, Алексей Александрович        | 8             |                                  | 184/26                                     | 233 иап                                                         | И-16, МиГ-3, Як-7, Як-9, Як-3                      | |
| Кулев, Владимир Семёнович           | 8             |                                  | 112/-                                      | 976 иап                                                         | Як-7, Як-9                                         | |
| Кутихин, Яков Назарович             | 8             |                                  | 305/56                                     | 10 иап 247 иап 156 гиап 12 гиад                                 | И-15бис, ЛаГГ-3, Як-1, Як-7, Як-9, Як-3            | |
| Лавренков, Сергей Кириллович        | 8             |                                  | -/-                                        | 287 иап                                                         | Як-1, Як-9                                         | |
| Левченко, Анатолий Николаевич       | 8             |                                  | -/-                                        | 609 иап                                                         | Ла-5                                               | |
| Лисенков, Виктор Григорьевич        | 8             |                                  | св.150/-                                   | 247 иап                                                         | Як-1                                               | Погиб в авиакатастрофе 4 января 1944 года. |
| Логинов, Борис Александрович        | 8             |                                  | 175/25                                     | 29 гиап                                                         | Як-7, Як-9                                         | |
| Максименко, Алексей Иосифович       | 8             |                                  | 93/37                                      | 160 иап 137 гиап                                                | Ла-5                                               | |
| Медведев, Юрий Иванович             | 8             |                                  | 168/21                                     | 269 иап                                                         | ЛаГГ-3, Як-1, Як-9                                 | 1 самолёт сбил тараном. |
| Моисеев, Евгений Степанович         | 8             |                                  | 95/-                                       | 53 иап                                                          | Як-9                                               | |
| Молибожко, Константин Филиппович    | 8             |                                  | 124/-                                      | 15 иап                                                          | Як-1, Як-9, Як-3                                   | |
| Моргунов, Иван Иванович             | 8             |                                  | св.50/-                                    | 91 иап                                                          | Як-9                                               | Сбит и погиб в воздушном бою 19 августа 1943 года. |
| Морозов, Аркадий Иванович           | 8             |                                  | -/-                                        | 159 иап 158 иап 103 гиап                                        | МиГ-3, P-40 Киттихаук, Р-39 Аэрокобра              | Не вернулся из боевого вылета 17 июня 1944 года. |
| Морозов, Иван Тимофеевич            | 8             |                                  | 201/-                                      | 84 "А" иап 101 гиап                                             | И-153, И-16, Р-39 Аэрокобра                        | |
| Николаев, Андрей Филиппович         | 8             |                                  | 72/16                                      | 78 иап СФ                                                       | Харрикейн, P-40 Киттихаук                          | |
| Новиков, Степан Иосифович           | 8             |                                  | ок.120/св.20                               | 291 иап                                                         | Як-1, Як-9                                         | Сбит и погиб в воздушном бою 19 августа 1944 года. |
| Огурцов, Алексей Васильевич         | 8             |                                  | 311/-                                      | 274 иап                                                         | Як-7, Як-1, Як-9                                   | |
| Окружной, Иван Федотович            | 8             |                                  | ок.240/-                                   | 32 иап                                                          | Як-7, Як-9, Як-3                                   | |
| Онищук, Валерий Григорьевич         | 8             |                                  | 84/16                                      | 30 гиап                                                         | Р-39 Аэрокобра                                     | |
| Осипов, Пётр Григорьевич            | 8             |                                  | -/-                                        | 248 иап                                                         | Як-7, Як-9                                         | |
| Петров, Василий Михайлович          | 8             |                                  | 91/-                                       | 163 иап                                                         | Як-9                                               | |
| Подбуртный, Константин Вячеславович | 8             |                                  | 285/-                                      | 402 иап                                                         | Як-1, Як-9, Як-3                                   | |
| Подскребаев, Виктор Леонидович      | 8             |                                  | 130/-                                      | 9 иап 211 гиап                                                  | Р-39 Аэрокобра                                     | |
| Полуянов, Павел Никитович           | 8             |                                  | ок.140/-                                   | 9 иап 211 гиап                                                  | Р-39 Аэрокобра                                     | |
| Присяжнюк, Константин Павлович      | 8             |                                  | ок.400/-                                   | 71 иап БФ 13 иап БФ 14 гиап БФ                                  | И-153, И-16, МиГ-3, Як-7, Як-9                     | В советско-финской войне сбил 1 самолёт в группе. |
| Редькин, Михаил Захарович           | 8             |                                  | -/-                                        | 157 иап                                                         | Як-7, Як-9, Як-1                                   | Сбит и погиб в воздушном бою 1 мая 1944 года. |
| Решетников, Иван Васильевич         | 8             |                                  | ок.190/-                                   | 153 иап 28 гиап                                                 | И-16, Р-39 Аэрокобра                               | Погиб после воздушного боя 17 октября 1944 года, пытаясь привести на аэродром повреждённый самолёт. |
| Римша, Стефан Стефанович            | 8             |                                  | -/-                                        | 45 иап 166 иап 88 гиап                                          | Як-1, ЛаГГ-3, Ла-5                                 | Сбит и погиб в воздушном бою 8 июля 1943 года. |
| Рычков, Анатолий Сергеевич          | 8             |                                  | св.80-/-                                   | 3 гиап                                                          | Ла-5                                               | Погиб в авиакатастрофе 26 июня 1944 года. |
| Савельев, Сергей Иванович           | 8             |                                  | ок.120/-                                   | 845 иап                                                         | Як-9                                               | В 1942—1943 годах воевал в ночном бомбардировочном и в разведывательном авиаполках, выполнил 291 боевой вылет на У-2 и 31 разведвылет на И-16. Не вернулся из боевого вылета 25 февраля 1945 года. |
| Савин, Валентин Харитонович         | 8             |                                  | -/-                                        | 153 иап 28 гиап                                                 | И-16, Р-39 Аэрокобра                               | Не вернулся из боевого вылета 15 марта 1943 года. |
| Сазыкин, Валентин Алексеевич        | 8             |                                  | 496/40                                     | 112 иап                                                         | Як-1, Як-3                                         | В 1942—1943 годах воевал в ночном бомбардировочном авиаполку, выполнял боевые вылеты на Р-5 (включены в общий счёт вылетов). |
| Сакулин, Иван Иванович              | 8             |                                  | ок.150/ок.20                               | 897 иап                                                         | Як-1                                               | Сбит в воздушном бою 8 февраля 1944 года, после приземления на парашюте убит на месте немецкими солдатами. |
| Самохвалов, Алексей Ильич           | 8             |                                  | -/-                                        | 653 иап 65 гиап                                                 | И-15бис, Як-1, Як-9, Як-3                          | |
| Севрюков, Иван Иосифович            | 8             |                                  | -/-                                        | 20 иап СФ 255 иап СФ                                            | ЛаГГ-3, Як-1, Р-39 Аэрокобра                       | |
| Селифонов, Иван Иванович            | 8             |                                  | 357/32                                     | 814 иап 106 гиап                                                | Ла-5                                               | Погиб в авиакатастрофе 26 июня 1944 года. |
| Ситниченко, Михаил Власович         | 8             |                                  | -/-                                        | 32 иап                                                          | Як-9                                               | Погиб в авиакатастрофе 6 декабря 1943 года. |
| Сомкин, Алексей Гаврилович          | 8             |                                  | ок.200/-                                   | 975 иап 117 гиап 267 иап                                        | И-16, Як-1, Як-9                                   | |
| Старокожев, Михаил Михайлович       | 8             |                                  | 297/47                                     | 563 иап 116 иап                                                 | Як-1, Як-3                                         | |
| Степанов, Иван Платонович           | 8             |                                  | ок.50/св.20                                | 16 гиап                                                         | Р-39 Аэрокобра                                     | Погиб в авиакатастрофе 27 мая 1943 года. |
| Суворов, Иван Павлович              | 8             |                                  | 162/-                                      | 237 иап 211 иап 273 иап 220 иад 1 гиад 147 иад ПВО              | И-16, Як-1                                         | В советско-финской войне сбил 1 самолёт лично и 2 в группе. |
| Суханов, Александр Николаевич       | 8             |                                  | -/-                                        | 63 гиап                                                         | Ла-5                                               | Погиб в авиакатастрофе 13 февраля 1944 года. |
| Сухоруков, Пётр Корнеевич           | 8             |                                  | ок.200/-                                   | 165 иап                                                         | Ла-5                                               | Сбит и погиб в воздушном бою 23 февраля 1944 года. |
| Тепин, Николай Иванович             | 8             |                                  | св.130/-                                   | 86 гиап                                                         | Як-7, Як-9, Як-3                                   | |
| Терещенков, Пётр Семёнович          | 8             |                                  | ок.50/-                                    | 133 иап 234 иад                                                 | Як-7, Як-9, Як-3                                   | |
| Тимошенко, Александр Кондратьевич   | 8             |                                  | 273/-                                      | 15 иап                                                          | Як-1, Як-9, Як-3                                   | |
| Торбеев, Александр Петрович         | 8             |                                  | св.150/-                                   | 16 гиап                                                         | Р-39 Аэрокобра                                     | |
| Тушков, Евгений Валентинович        | 8             |                                  | 237/36                                     | 21 гиап                                                         | Р-39 Аэрокобра                                     | |
| Ушаков, Борис Владимирович          | 8             |                                  | 170/35                                     | 193 иап 177 гиап                                                | Ла-5, Ла-7                                         | |
| Фролов, Валентин Ильич              | 8             |                                  | ок.170/-                                   | 761 иап                                                         | Як-7, Як-9                                         | |
| Хохлов, Иван Андреевич              | 8             |                                  | ок.100/св.20                               | 728 иап                                                         | Як-7, Як-9                                         | Не вернулся из боевого вылета 14 июля 1944 года. |
| Цагойко, Николай Васильевич         | 8             |                                  | -/-                                        | 169 иап 188 иап 122 иап 179 иап                                 | Як-1, Як-9                                         | Сбит зенитным огнём 10 июня 1943 года и попал в плен, 12 мая 1944 года бежал, с июля вновь на фронте. |
| Чаплинский, Алексей Данилович       | 8             |                                  | -/-                                        | 56 гиап                                                         | Як-1, Як-3                                         | |
| Чернов, Александр Матвеевич         | 8             |                                  | 265/-                                      | 32 иап                                                          | Як-7, Як-9, Як-3                                   | |
| Чернов, Павел Иосифович             | 8             |                                  | 92/-                                       | 32 иап 256 иад                                                  | Як-9, Як-3                                         | |
| Черный, Фёдор Игнатьевич            | 8             |                                  | св.130/-                                   | 23 иап 866 иап                                                  | ЛаГГ-3, Як-1, Як-7, Як-9, Як-3                     | Сбит зенитным огнём и погиб 19 марта 1945 года. |
| Чертков, Алексей Александрович      | 8             |                                  | 127/36                                     | 517 иап 127 иап                                                 | Як-1, Як-9                                         | |
| Члочидзе, Дмитрий Георгиевич        | 8             |                                  | 262/37                                     | 267 иап                                                         | ЛаГГ-3, Як-1, Як-9                                 | |
| Шашков, Николай Фёдорович           | 8             |                                  | 46/-                                       | 66 гиап                                                         | Як-9, Як-3                                         | Не вернулся из боевого вылета 25 сентября 1944 года. |
| Шинкаренко, Фёдор Иванович          | 8             |                                  | -/-                                        | 42 иап 133 гиап 130 иад                                         | МиГ-3, ЛаГГ-3, Як-7, Як-9                          | В советско-финской войне сбил 2 самолёта лично и 1 в группе. |
| Шпаченко, Иван Антонович            | 8             |                                  | 203/39                                     | 31 иап                                                          | Ла-5                                               | |
| Шульга, Всеволод Яковлевич          | 8             |                                  | -/-                                        | 63 гиап 66 гиап                                                 | Ла-5, Як-3                                         | |
| Щеблыкин, Пётр Иванович             | 8             |                                  | 198/76                                     | 926 иап 249 иап                                                 | ЛаГГ-3                                             | В воздушном бою 14 марта 1944 года был тяжело ранен и лишился руки, более не летал. |
| Щепочкин, Константин Никифорович    | 8             |                                  | ок.100/-                                   | 100 гиап                                                        | Р-39 Аэрокобра                                     | |
| Яковлев, Николай Григорьевич        | 8             |                                  | -/-                                        | 845 иап                                                         | Як-9                                               | |
| Яринский, Владимир Николаевич       | 8             |                                  | 215/-                                      | 291 иап                                                         | Як-1, Як-9                                         | |